# Zemitrella whangaroaensis
Zemitrella whangaroaensis är en snäckart som beskrevs av Dell 1956. Zemitrella whangaroaensis ingår i släktet Zemitrella och familjen Columbellidae. Inga underarter finns listade i Catalogue of Life.